# Felipe Pérez Manosalva
Felipe Pérez Manosalva (Sotaquirá, 8 de septiembre de 1836 - Bogotá, 26 de febrero de 1891) fue un escritor, político, periodista y geógrafo colombiano. Hizo parte de los liberales radicales y ocupó varios cargos públicos durante el Olimpo Radical (1868 - 1878). Como periodista, defendió las ideas de ese grupo manifestando oposición a los gobiernos posteriores a 1880.

## Biografía
Felipe Pérez nació en Sotaquirá, Boyacá el 8 de septiembre de 1836. Pese a las limitaciones económicas de su familia, consiguió estudiar en el Colegio del Rosario y obtener el título de abogado en el Colegio del Espíritu Santo, a la edad de 15 años en 1851.
Su hermano mayor, Santiago, fue presidente de Colombia entre abril de 1874 y abril de 1876.
Felipe Pérez falleció en Bogotá el 26 de febrero de 1891, siendo sepultado en el Cementerio Central de Bogotá.

## Carrera política
En 1852, Felipe Pérez fue designado Secretario de la Legación del gobierno de Nueva Granada ante Ecuador, Perú, Bolivia y Chile; su jefe fue Manuel Ancízar.
Al regresar al país en 1853 inicia su carrera política en el Partido Liberal al ser designado gobernador de la provincia de Zipaquirá y en 1854 el presidente José María Obando lo encargó como Secretario (ministro) de Guerra y Marina. En 1855 contrae matrimonio con Susana Lleras Triana, hija de su antiguo maestro Lorenzo María Lleras. A partir de entonces se dedica al periodismo en diferentes medios de prensa de Bogotá, así como a la literatura. Se destaca como defensor moderado de la Constitución de Rionegro de 1863, siendo partidario de realizar algunas reformas a la carta. 
En 1869 ejerce como Presidente del Estado de Boyacá y entre 1872 y 1874 ocupa la Secretaría de Hacienda en el mandato de Manuel Murillo Toro; durante su paso por este cargo consigue una fuerte reducción de la deuda externa del país. En 1877 es Secretario de Guerra y Marina y en 1879 el Senado lo elige como Designado Presidencial. Durante sus últimos años fue un acérrimo contradictor del movimiento de la Regeneración que lideraba su antiguo compañero de partido Rafael Núñez.
Su fallecimiento fue opacado por la prensa gobiernista conservadora, pero se generó una gran manifestación de estudiantes universitarios que acompañó su féretro.

## Carrera literaria
Su oficio como escritor principia con sus experiencias diplomáticas en 1852, pues producto de ellas escribe los ensayos Análisis político, social y económico de la República del Ecuador y Bosquejo de las revoluciones peruanas, así como las novelas Atahualpa, Los Pizarros, Huayna Capac, Jilma, Tupac Amaru, Los pecados sociales y los dramas Gonzalo Pizarro y Las tres reinas. Por esta parte de su obra es considerado pionero de la novela histórica en Colombia. Entre 1858 y 1859 hizo parte del equipo de redacción de la revista Biblioteca de Señoritas, donde publicaba artículos regularmente. 
En 1862 publica su Historia de la revolución de 1860, sobre la guerra civil que llevaría a los liberales al Olimpo Radical. Entre sus novelas no históricas se destacan Estela, Irma, Sara, La muerte del gato, Los dos Juanes, Samuel Selibht, El bosquecillo de álamos, El profesor de Gotinga, Isabel y Carlota. Es de particular importancia El Caballero de Rauzán, popularizada a finales del siglo XX gracias a dos versiones para televisión realizadas en 1978 (El caballero de Rauzán) y 2000 (Rauzán).

## Aportes geográficos
En 1861 el presidente Tomás Cipriano de Mosquera decide reanudar los trabajos de la Comisión Corográfica, suspendidos tras la muerte de Agustín Codazzi en 1859. Para esta tarea encarga a Felipe Pérez, quien consigue compilar la densa información de los años de trabajo de la Comisión en la Geografía física y política de los Estados Unidos de Colombia; en 1862 publicó el primer tomo y en 1863 el segundo. Pese a que la obra recibió algunas críticas por no tener Pérez formación de ingeniero o haber participado en la Comisión, se reconoció posteriormente la buena calidad del trabajo logrado.